# Církevní schválení
Církevní schválení je potvrzení, které vydává katolická církev pro tisk, knihy, případně normy církevních institucí a ústavů a s církví spojených činností (např. osnovy výuky katolického náboženství, školní řád). Jeho udělení posuzuje censor. 
Církevní schválení udělené knize by mělo zaručit, že její obsah není v rozporu s katolickou vírou. Povinně se vyžaduje pro překlady bible, katechismy, liturgické texty, učebnice a učební texty pro katolické náboženství a teologii a podobně. 
Církevní schválení časopisům a novinám se uděluje na základě prozkoumání dosavadních výtisků a redakce je povinna zajistit, aby obsah tiskoviny zůstal v souladu s katolickou vírou i nadále. Je vyžadováno, pokud má být tiskovina nabízena a distribuována v kostelích.